# Bobsleigh als Jocs Olímpics d'Hivern de 1948 - Dos homes
Als Jocs Olímpics d'Hivern de 1948 celebrats a la ciutat de Sankt Moritz (Suïssa) es disputà una prova de bobsleigh de dos homes, que juntament amb la prova de quatre homes formà part del programa oficial de bobsleigh de l'any 1948. La competició tingué lloc entre els dies 30 i 31 de gener de 1948 a les instal·lacions de Sankt Moritz.

## Comitès participants
Hi participaren un total de 32 competidors de 9 comitès nacionals diferents.
| - Argentina (2) - Bèlgica (4) - Estats Units (4) - França (4) - Itàlia (4) |  | - Noruega (4) - Regne Unit (4) - Suïssa (4) - Txecoslovàquia (2) |

## Resum de medalles
| Or                                                 | Argent                                            | Bronze                                                   |
| Suïssa · Suïssa IIFelix Endrich · Friedrich Waller | Suïssa · Suïssa IFritz Feierabend · Paul Eberhard | Estats Units · USA IIFrederick Fortune · Schuyler Carron |

## Resultats
| Posició | Equip                            | Competidors                          | Ronda 1 | Ronda 2 | Ronda 3 | Ronda 4 | Final  |
| ------- | -------------------------------- | ------------------------------------ | ------- | ------- | ------- | ------- | ------ |
| 1       | Suïssa · Suïssa II               | Felix Endrich Friedrich Waller       | 1:22.4  | 1:22.7  | 1:21.7  | 1:22.4  | 5:29.2 |
| 2       | Suïssa · Suïssa I                | Fritz Feierabend Paul Eberhard       | 1:23.7  | 1:24.0  | 1:21.4  | 1:21.3  | 5:30.4 |
| 3       | Estats Units · USA II            | Frederick Fortune Schuyler Carron    | 1:25.5  | 1:24.1  | 1:22.5  | 1:23.2  | 5:35.3 |
| 4       | Bèlgica · Bèlgica I              | Max Houben Jacques Mouvet            | 1:24.4  | 1:24.4  | 1:24.5  | 1:24.2  | 5:37.5 |
| 5       | Regne Unit · Regne Unit I        | William Coles Raymond Collings       | 1:25.2  | 1:24.4  | 1:24.2  | 1:24.1  | 5:37.9 |
| 6       | Itàlia · Itàlia II               | Mario Vitali Dario Poggi             | 1:25.0  | 1:25.0  | 1:23.8  | 1:24.2  | 5:38.0 |
| 7       | Noruega · Noruega II             | Arne Holst Ivar Johansen             | 1:25.6  | 1:25.0  | 1:23.7  | 1:23.9  | 5:38.2 |
| 8       | Itàlia · Itàlia I                | Nino Bibbia Edilberto Campadese      | 1:25.1  | 1:25.1  | 1:24.0  | 1:24.4  | 5:38.6 |
| 9       | Estats Units · USA I             | Tuffield A. Latour Leo J. Martin     | 1:24.9  | 1:24.8  | 1:24.1  | 1:25.4  | 5:39.2 |
| 10      | Bèlgica · Bèlgica II             | Marcel Leclef Louis-Georges Niels    | 1:26.8  | 1:24.9  | 1:23.6  | 1:24.5  | 5:39.8 |
| 11      | França · França I                | Achille Fould Henri Evrot            | 1:25.8  | 1:25.3  | 1:24.7  | 1:24.6  | 5:40.4 |
| 12      | França · França II               | William Hirigoyen Louis Saint-Calbre | 1:25.8  | 1:25.0  | 1:24.9  | 1:24.8  | 5:40.5 |
| 13      | Noruega · Noruega I              | Bjarne Schrøen Gunnar Thoresen       | 1:27.1  | 1:27.1  | 1:26.1  | 1:26.2  | 5:46.5 |
| 14      | Txecoslovàquia · Txcoslovàquia I | Max Ippen Eduard Novotný             | 1:27.2  | 1:26.4  | 1:26.3  | 1:26.7  | 5:46.6 |
| 15      | Argentina · Argentina I          | Marcello de Ridder Héctor Tomasi     | 1:29.2  | 1:28.5  | 1:27.8  | 1:27.3  | 5:52.8 |
| -       | Regne Unit · Regne Unit II       | Anthony Gadd Basil Wellicome         | 1:27.9  | 1:26.8  | caiguda | --      | NF     |